# Suq al-Awty
Suq al-Awty is de naam van een versterkte boerderij in de Romeinse Tripolitana.
Na de ontbinding van het Derde legioen Augusta in 238 n.Chr. waren de boeren langs de Limes Tripolitanus op zichzelf aangewezen. Ze versterkten hun boerderijen in wat ze aanduidden als centenaria. Een daarvan bevond zich aan de Wadi Buzra en wordt tegenwoordig aangeduid als Suq al-Awty ("Awty's marktplaats"); het is enkele kilometers ten zuiden van het huidige Bani Walid.
De meeste centenaria bleven vrij eenvoudig (bijvoorbeeld Gheriat esh-Shergia en Qasr Banat), maar Suq al-Buzra, dat al uit de tweede eeuw dateert, groeide in de late Oudheid tot een stevige, ommuurde nederzetting ("paleisvilla"), die bestond uit de oorspronkelijke versterkte boerderij, een kolossale cisterne, een tweede boerderij, en nog een cisterne. De drieschepige kerk is zo groot dat moet worden aangenomen dat de bewoners van andere nederzettingen, zoals het een uur verderop gelegen Suq al-Fawqy, hier op zondag heen kwamen. Aan de andere zijde van het dal -de antieke dammen zijn nog altijd zichtbaar- bevonden zich nog twee versterkte boerderijen.
De boerderijen waren nog in de jaren zestig van de twintigste eeuw bewoond en nog altijd worden de olijfbomen in de wadi geplukt.